# Fejbe vágás hadművelet
A fejbevágás hadművelet a jemeni hadsereg egyik hadművelete volt a jemeni Szaada kormányzóságban, Szadában fellázadt milicisták ellen. A hadsereg 2010. január 13-án állt neki a város elfoglalásának. A jemeni biztonsági erők még aznap megölték az iszlám milicista Abdullah Mehdart.

## Felkelés a régióban
2004. június óta rendszeresen voltak Jemenben lázadások. A jeeni kormány állítólag az Amerikai Egyesült Államoktól is kapott segítséget a lázadók féken tartásához. 2004. június és augusztus között a hútik Hussein Badreddin al-Húthi vezetésével harcoltak a jemeni kormány seregei ellen. Husseint a felkelésekben szeptemberre megölték. A felkelőket ezután testvére, Abdul-Malik al-Húthi irányított. A szövetségesek felperzselt föld néven hadműveletet indítottak, de végül 2010. február 12-én rövid ideig tartó békét kötöttek a felkelőkkel.

## Hadművelet
A jemeni hadsereg hadműveletet indított a Szaadát ellenőrzésük alatt tartó felkelők ellen. Abdullah Mehdar volt az al-Káida helyi szárnyának a vezetője, ő vezette a kormánnyal harcoló felkelőket. Több más iszlamista szélsőséges csoport is részt vett a harcban, melyben Szaada óvárosának nagy részét lerombolták. Sok épületből már csak a romok maradtak meg. Mehdar a konfliktus első napján meghalt a biztonsági erőkkel vívott tűzpárbajban. A hadművelet következő két napjában 15 hútival végeztek. 2010. január 19-én a kormányerők egyik, a hútiknak a város északi részén lévő búvóhelyei ellen intézett támadásában több felkelő meghalt. A jemeni kormány nagyjából 25 felkelőt ejtett fogságba. A harcoknak február 12-én lett vége, mikor mindkét fél bejelentette a tűzszünet aláírását.